# Заврше-при-Гробелнем
Заврше-при-Гробелнем (словен. Završe pri Grobelnem) — поселення в общині Шмарє-при-Єлшах, Савинський регіон, Словенія. 
Висота над рівнем моря: 322,4 м.